# سیکسمایلکراس
سیکسمایلکراس (به انگلیسی: Sixmilecross) یک روستا در بریتانیا است. سیکسمایلکراس ۲۸۲ نفر جمعیت دارد.